# Frédéric-Charles-Auguste de Lippe-Biesterfeld
Le comte Frédéric-Charles-Auguste de Lippe-Biesterfeld (20 janvier 1706 à Biesterfeld - 31 juillet 1781 à Friedrichsruh) est comte de Lippe et seigneur de Lippe-Biesterfeld, Sternberg et Schwalenberg et chevalier de l'Ordre de l'Aigle rouge.
Il est le fils aîné de Rodolphe-Ferdinand de Lippe-Sternberg-Schwalenberg (17 mars 1671 - 12 juillet 1736) et de Louise-Julienne de Kunowitz (21 août 1671 - 21 octobre 1754) et le petit-fils de Jobst-Herman de Lippe-Biesterfeld.

## Biographie
Charles Frédéric-Auguste est le dernier seigneur de Biesterfeld. Durant son règne, il déplace la brasserie du manoir de Schwalenberg à Biestereld et ajoute une distillerie, investissant 6000 Thalers dans cette entreprise. En 1763, il construit un pavillon de chasse, nommé Friedrichsruh. Le village à proximité est rebaptisé d'après le pavillon de chasse. Toutefois, le pavillon de chasse est démoli en 1859 pour faire de la place pour une maison d'hôtes. Otto von Bismarck achète plus tard Friedrichsruh, et le rattache à son manoir de Sachsenwald. Il élargit la maison d'hôtes en un château, qui est encore nommé Friedrichsruh.

## Mariage et descendance
Le comte Charles Frédéric Auguste se marie le 7 mai 1732 avec la comtesse Barbara-Éléonore de Solms-Baruth (30 octobre 1707 - 16 juin 1744). Ils ont les enfants suivants:
- Wilhelmine-Louise Constantine (15 juin 1733 - 18 février 1766), mariée au comte Siegfried de Promnitz (1734-1760), le fils du comte Erdmann II de Promnitz puis marié en secondes noces, au comte Jean-Christian de Solms-Baruth (1733-1800)
- Simon Rodolphe Ferdinand (6 octobre 1734 - 23 mai 1739)
- Charles-Ernest-Casimir (2 novembre 1735 - 19 novembre 1810), marié à la comtesse Ferdinande de Bentheim-Tecklenburg (1734-1779)
- Frédéric-Guillaume (25 janvier 1737 - 31 juillet 1803), marié à Élisabeth-Jeanne Edle de Meinertzhagen (1752-1811)
- Marie-Wilhelmine-Henriette (5 décembre 1740 - 19 avril 1741)
- Henri-Louis (21 avril 1743 - 16 septembre 1794), marié à Élisabeth Kellner (1765-1794), qui est faite comtesse de Lippe-Falkenflucht en 1790
- Barbara-Marie-Éléonore (16 juin 1744 - 16 juin 1776), mariée au comte Frédéric-Guillaume de Schaumbourg-Lippe (1724-1777)
- Ferdinand-Jean-Benjamin (16 juin 1744 - 23 avril 1772), marié à la comtesse Wilhelmine de Schönburg-Lichtenstein (1746-1819)